# Paróquia Nossa Senhora da Conceição (Portalegre)
A Paróquia Nossa Senhora da Conceição é uma circunscrição eclesiástica da Igreja Católica no Brasil, sediada no município de Portalegre, no interior do estado do Rio Grande do Norte. Faz parte da Diocese de Mossoró, estando situada na Forania de Martins. 

## História
Em 6 de janeiro de 1762, quase um mês após Portalegre se tornar vila, foi lançada a pedra fundamental de construção de uma capela dedicada à Nossa Senhora da Conceição e a São João Batista, em cerimônia presidida pelo juiz de direito de Olinda (Pernambuco), Miguel Carlos Caldeira de Pina Castelo Branco. Esta capela viria a se tornar matriz de uma freguesia em 9 de dezembro de 1764, com a criação da paróquia de Portalegre, subordinada à Arquidiocese de Olinda e Recife, tendo como padroeira Nossa Senhora da Conceição. Desde 1934, pertence à Diocese de Mossoró e, das atuais 39 paróquias que a compõem, é a terceira mais antiga, depois das freguesias de Assu (criada em 1726) e Pau dos Ferros (1756).

### Párocos
1. João Christósomo Porto Brasil (1832);
2. Pedro Leite Pinto (1847);
3. João Francisco dos Santos Monteiro (1854);
4. Isídio Alvares da Silva (1864);
5. Raimundo José de Queiroz (1882);
6. Anunciato Lesvídio (1883);
7. José Paulino Duarte da Silva (1884);
8. Antônio Dias da Cunha (1886);
9. Manoel Campos (1898);
10. Joaquim Cyrylo (1901);
11. Abdom Milibeu Lima (1901);
12. Leôncio Fernandes da Costa (1904);
13. Lúcio Gomes Gambarra (1905);
14. Tertuliano Fernandes (1905);
15. Misael de Carvalho (1905);
16. Lúcio Gomes Gambarra (1907);
17. Tertuliano Fernandes (1908);
18. Misael de Carvalho (1912);
19. Manoel Galvão (1914);
20. Esmerindo Gomes da Silva (1914);
21. Benedito Bazílio Alves (1916);
22. Manoel Galvão (1917);
23. João Soares Bilar (1920);
24. Aarão Andrade (1921);
25. Carlos Theisen (1923);
26. Francisco Scholz (1925);
27. Carlos Theusen (1935);
28. Segismundo Dryjans (1938);
29. Valentim Ginter (1940);
30. Humberto Bruening (1941);
31. José Maria Schmintter (1941);
32. Miguel Guimarães Nunes (1942);
33. Paulo Stachowitz (1942);
34. José Maria Schmintter (1945);
35. José Ianer (1948);
36. Evaldo Betto (1949);
37. Mário Correia de Aquino (1949);
38. Dario Tórboli (1977-2013);
39. Erivon Maia (2013-2015);
40. José Robério de Holanda (2015-2019);
41. José Mário de Freitas Viana (2019-2020);
42. Ilário Dênis de Oliveira Dantas - Adm. Paroquial (2020-2023)
43. Daelson Soares da Silva - Vigário Paroquial (2021-2023)
44. José Mário de Freitas Viana - Adm. Paroquial (2023)
45. Pe. Raimundo Alexandre de Oliveira - Colaborador (2023-atual)
46. Pe. Anderson Monteiro - Pároco (2023-atual)
47. Pe. Wescley Paulo Pereira de Melo - Admin. Paroquial (2024)

## Comunidades
A Paróquia Nossa Senhora da Conceição abrange geograficamente os municípios de Francisco Dantas, que foi elevado à Área Missionária em 2023, Portalegre, Riacho da Cruz, e Viçosa, dividindo-se em 22 comunidades, quinze em zona rural e sete em área urbana. Até 2018 faziam parte da paróquia, os municípios de São Francisco do Oeste e Taboleiro Grande, quando foram desmembrados para a criação da Paróquia de São Francisco de Assis em São Francisco do Oeste.

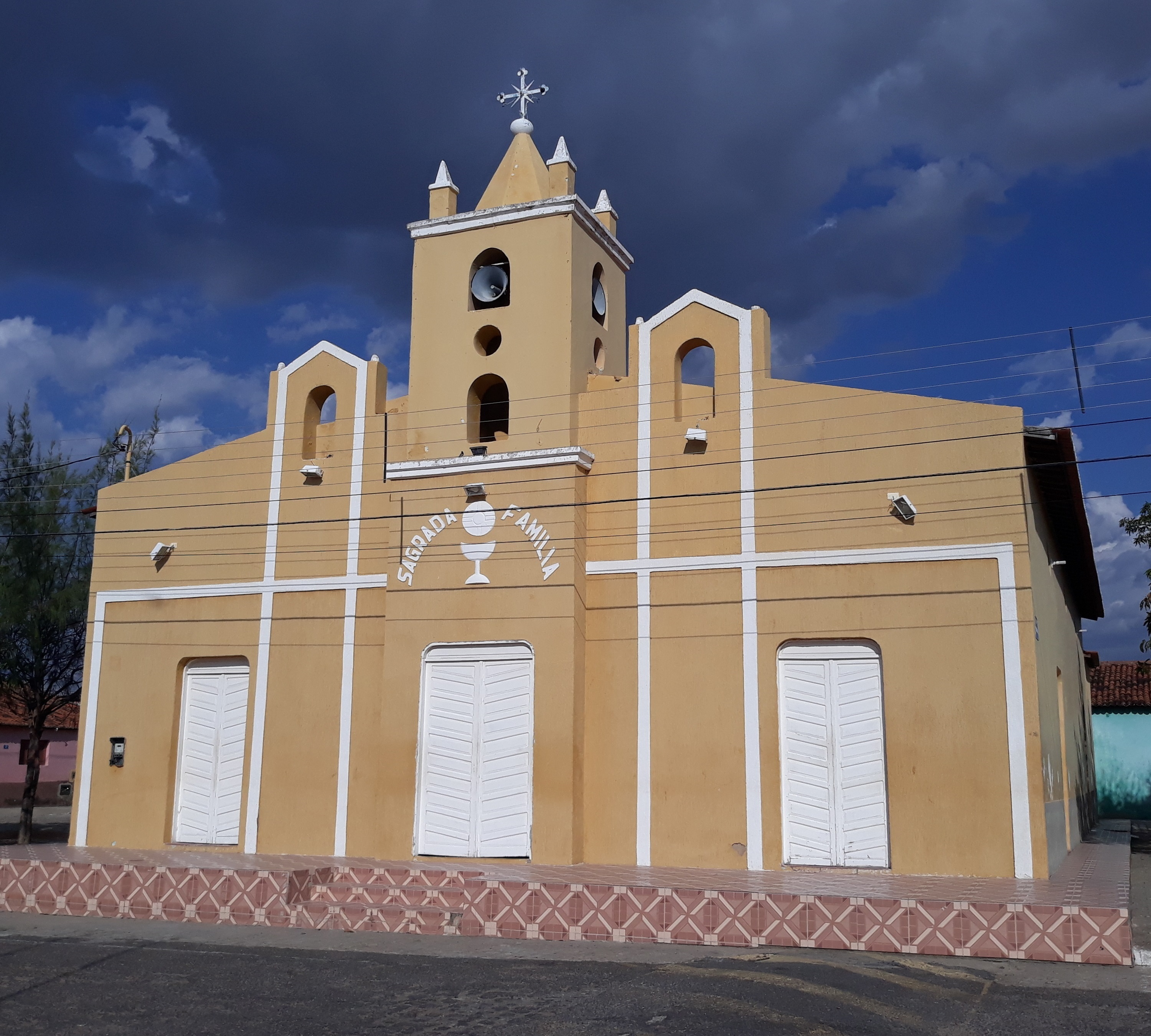
Capela da Sagrada Família, em Francisco Dantas.

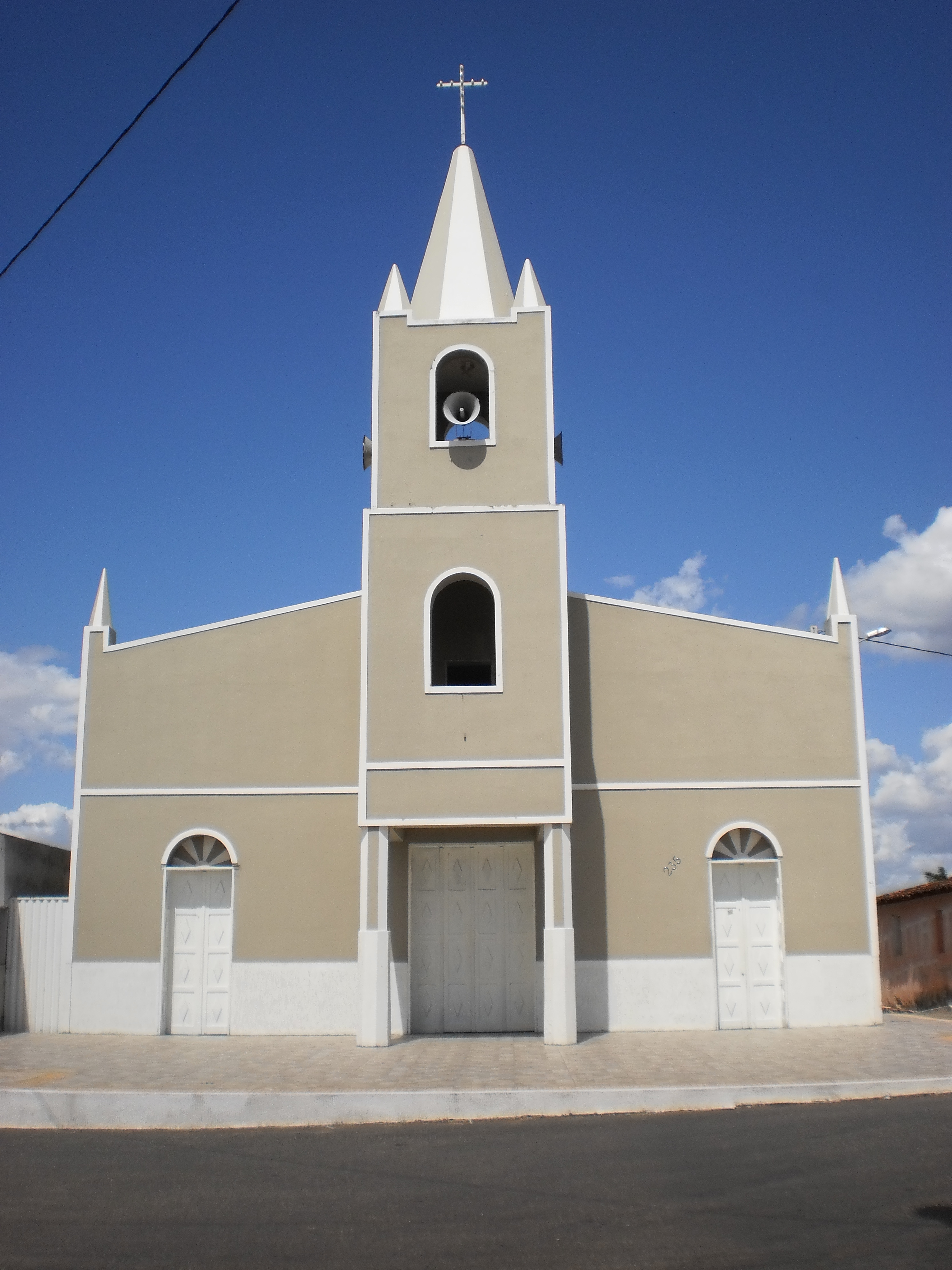
Capela do Sagrado Coração de Jesus, em Riacho da Cruz.

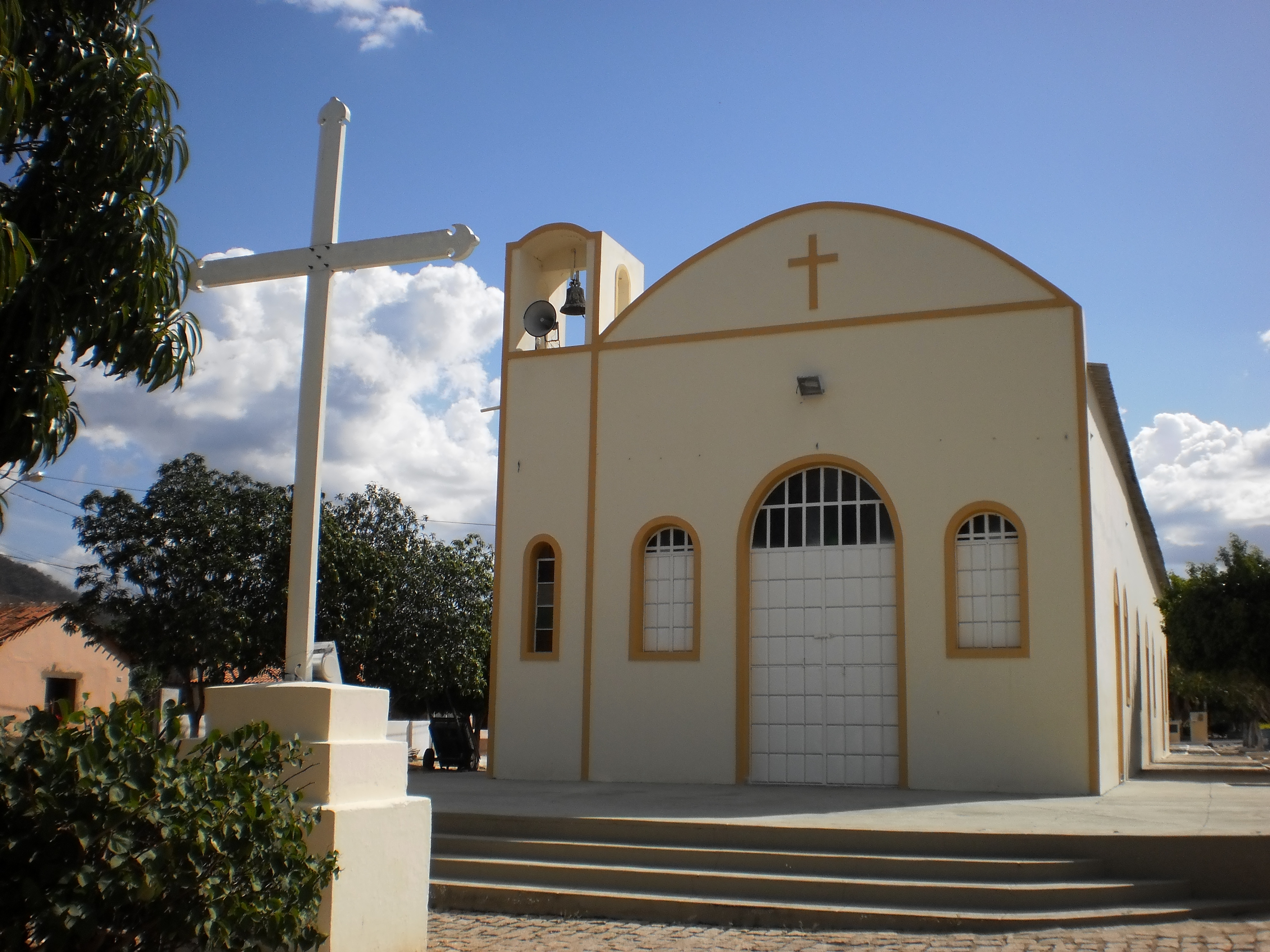
Capela de Nossa Senhora do Perpétuo Socorro, em Viçosa.

### Francisco Dantas:
Zona urbana
- Sagrada Família.

Zona rural
- Nossa Senhora do Perpétuo Socorro;
- Santo Antônio;
- São Francisco.

### Portalegre:
Zona urbana
- Ermida Mãe Rainha;
- Nossa Senhora da Conceição (Igreja Matriz);
- São José.

Zona rural
- Nossa Senhora Aparecida;
- Nossa Senhora das Graças;
- Nossa Senhora de Fátima;
- Santa Luzia;
- Santa Terezinha;
- São Francisco;
- Nossa Senhora dos Remédios;
- Nossa Senhora do Carmo;
- São Miguel Arcanjo;
- São João Batista;
- São Sebastião

### Riacho da Cruz:
Zona urbana
- Sagrado Coração de Jesus (padroeiro municipal);
- Santa Luzia.

Zona rural
- São Francisco de Assis.

### Viçosa:
- Nossa Senhora do Perpétuo Socorro (área urbana).